# Докова къща
Доковата къща (на македонска литературна норма: Докова куќа) е възрожденска къща в град Охрид, Северна Македония. Сградата е обявена за значимо културно наследство на Република Македония.

## История
Къщата е разположена във Вароша, на улица „Цар Самуил“ № 32. Част е от комплекса болнички къщи срещу „Света Богородица Болничка“. На изток граничи със Стружановата къща, а на запад е Скопаковата. Изградена е от неизвестни майстори във XIX век и е принадлежала на Айри Доко. Поради проблеми с основите на сградата, в първата половина на 10-те години на XXI век къщата е напълно разрушена и в 2016 година е факсимилно възстановена със съвременни материали.

## Архитектура
Сградата е имала сутерен, по-късно засипан, каменно приземие и етаж с чардак с паянтова конструкция. Жилищните помещения са били на приземието.